# 선형 보간법
선형 보간법(線型補間法, linear interpolation)은 끝점의 값이 주어졌을 때 그 사이에 위치한 값을 추정하기 위하여 직선 거리에 따라 선형적으로 계산하는 방법이다.

두 빨간색 점 사이에 있는 파랑색 점의 위치를 추정하기 위하여 선형 보간법을 사용할 수 있다.

## 예시
예를 들어, 오른쪽 그림과 같이, 두 끝점 {\displaystyle (x_{0},y_{0})}와 {\displaystyle (x_{1},y_{1})}가 주어져 있을 때, 그 사이에 위치한 {\displaystyle (x,y)}의 값을 추정하기 위해 두 점 사이에 직선을 긋고 다음과 같은 비례식을 구성할 수 있다.
{\displaystyle {\frac {y-y_{0}}{x-x_{0}}}={\frac {y_{1}-y_{0}}{x_{1}-x_{0}}}}
이 수식을 풀면, 어떤 주어진 값 {\displaystyle x}에 대한 {\displaystyle y} 값을 다음과 같이 구할 수 있다.
{\displaystyle y=y_{0}+(y_{1}-y_{0}){\frac {x-x_{0}}{x_{1}-x_{0}}}}

## 일반화

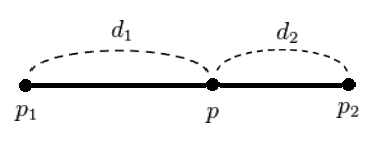
p1과 p2 사이에 있는 점 p의 값을 추정하기 위해 선형 보간법을 사용할 수 있다.

일반적으로 두 지점 {\displaystyle p_{1},p_{2}}에서의 데이터 값이 각각 {\displaystyle f(p_{1}),f(p_{2})}일 때, {\displaystyle p_{1},p_{2}} 사이의 임의의 지점 {\displaystyle p}에서의 데이터 값 {\displaystyle f(p)}는 다음과 같이 계산할 수 있다.
{\displaystyle f(p)={\frac {d_{2}}{d_{1}+d_{2}}}f(p_{1})+{\frac {d_{1}}{d_{1}+d_{2}}}f(p_{2})}
단, {\displaystyle d_{1}}은 {\displaystyle p}에서 {\displaystyle p_{1}}까지의 거리, {\displaystyle d_{2}}는 {\displaystyle p}에서 {\displaystyle p_{2}}까지의 거리를 말한다.
만일 거리의 비를 합이 1이 되도록 정규화하면 ({\displaystyle d1+d2=1}) 위 식은 다음과 같이 단순화될 수 있다.
{\displaystyle f(p)={d_{2}}f(p_{1})+{d_{1}}f(p_{2})}

## 확장
선형 보간법은 1차원 직선상에서 이루어지는 보간법이다. 이를 2차원으로 확장하여 평면에 적용한 것이 이중 선형 보간법(bilinear interpolation)이고, 이를 3차원으로 확장하여 입방체에 적용한 것이 삼중 선형 보간법(trilinear interpolation)이다.

## 프로그래밍
선형 보간법은 다음과 같은 방법으로 프로그래밍을 할 수 있다.
```
// p1,p2를 d1:d2로 분할하는 p를 리턴한다. (단, d1+d2=1)

float
 
lerp
(
float
 
p1
,
 
float
 
p2
,
 
float
 
d1
)
 
{

  
return
 
(
1
-
d1
)
*
p1
 
+
 
d1
*
p2
;

}

```

p1, p2사이의 임의의 지점 p에서의 데이터값 f(p)는 다음과 같다.
{\displaystyle f(p)=d_{2}f(p_{1})+d_{1}f(p_{2})=f(d_{2}*p_{1})+f(d_{1}*p_{2})=f((1-d_{1})*p_{1}+d_{1}*p_{2})}
따라서, {\displaystyle f(p)=f(lerp(p1,p2,d1))}

## 같이 보기
- 보간법
- 보외법